# الداحصة (ذي السفال)

تعديل مصدري - تعديل

الداحصة محلة تابعة لقرية الحجر، التابعة لعزلة الدخال بمديرية ذي السفال إحدى مديريات محافظة إب في الجمهورية اليمنية، بلغ تعداد سكانها 152 حسب تعداد اليمن لعام 2004.